# Staurotheca antarctica
Staurotheca antarctica is een hydroïdpoliep uit de familie Sertulariidae. De poliep komt uit het geslacht Staurotheca. Staurotheca antarctica werd in 1904 voor het eerst wetenschappelijk beschreven door Hartlaub. 